# Griffiths Experiment

Griffiths Experiment mit Mäusen

Griffiths Experiment, das 1928 von Frederick Griffith durchgeführt wurde, war der erste Nachweis der Transformation bei einem Bakterium, also der Übertragung von genetischer Information zwischen Bakterien.
Er experimentierte dabei mit dem Bakterium Streptococcus pneumoniae, das bei Mäusen Lungenentzündungen hervorruft. Dieses Bakterium kommt in zwei Varianten vor: als „S-Zellen“ (smooth, glatt), die Schleimkapseln bilden können und daher im Lichtmikroskop glatt erscheinen sowie krankheitserregend sind. Die „R-Form“ (rough, rau) dagegen hat die Fähigkeit zur Kapselbildung verloren, erscheint rau und ist nicht pathogen, da sie wegen der fehlenden Schutzkapsel vom Immunsystem der Maus erkannt wird.
Das Griffith-Experiment besteht nun aus folgenden vier Schritten:
1. Mäuse, denen Pneumokokken der S-Form injiziert werden, erkranken an Lungenentzündung.
2. Mäuse, denen Pneumokokken der R-Form injiziert werden, bleiben gesund.
3. Durch Hitze abgetötete Pneumokokken der S-Form werden injiziert. Die Tiere erkranken nicht. Tote Pneumokokken sind demnach nicht pathogen.
4. Wird Mäusen die abgetötete S-Form zusammen mit der lebenden R-Form injiziert, erkranken sie und sterben. Im Blut der erkrankten Mäuse können lebende Bakterien der S-Form nachgewiesen werden.

Damit war bewiesen, dass eine Transformation stattgefunden hatte: die pathogene Fähigkeit der Schleimkapselbildung wird von den toten S-Zellen auf die lebenden R-Zellen übertragen.
1944 zeigten Oswald Avery und seine Mitarbeiter in einem Versuch, dass die Transformation auf einer Übertragung von Desoxyribonukleinsäure (DNA) beruht. Dies war ein wichtiger Schritt zu der Erkenntnis, dass DNA allgemein der Träger der Erbinformation ist.